# William Courtright
William Courtright, parfois crédité William Cartwright, né Theodore Courtwright à New Milford (Illinois) le 10 mars 1848, et mort à Ione en Californie le 6 mars 1933, est un acteur américain du cinéma muet.

## Biographie
Courtright était marié à l'actrice Jennie Lee.

## Filmographie partielle
- 1916 : Intolérance (Intolerance: Love's Struggle Throughout the Ages) de D. W. Griffith : deuxième Pharisien (non crédité)
- 1916 : The Devil's Needle de Chester Withey : le vieux paysan
- 1918 : The Deciding Kiss de Tod Browning : rôle indéterminé
- 1920 : Les Surprises d'un héritage (45 Minutes from Broadway) de Joseph De Grasse : Andy Gray
- 1921 : The Speed Girl de Maurice S. Campbell : le juge Ketcham
- 1921 : Le Détective improvisé (The Rookie's Return) de Jack Nelson : Gregg
- 1922 : Man Under Cover de Tod Browning : Harper
- 1925 : Lorsqu'on est trois (The Trouble with Wives) de Malcolm St. Clair
- 1926 : Be Your Age de Leo McCarey : le Ministre (non crédité)
- 1926 : The Two-Gun Man de David Kirkland : "Dad" Stickley
- 1926 : The Nickel-Hopper de Hal Roach : Mr. Joy
- 1926 : Les Amis de nos maris (For Wives Only) de Victor Heerman : le majordome
- 1926 : Charley My Boy  de Leo McCarey : le vieux Charley
- 1927 : Maison à louer (Duck Soup) de Fred Guiol : le majordome du Colonel Buckshot (non crédité)
- 1927 : The Poor Nut de Richard Wallace : Colonel Small
- 1928 : Amour d'indienne (Kit Carson) de Lloyd Ingraham et Alfred L. Werker : le vieux Bill
- 1928 : Sur les pistes du Sud (Pioneer Scout) de Lloyd Ingraham et Alfred L. Werker : le vieux Bill
- 1928 : The Sunset Legion de Lloyd Ingraham et Alfred L. Werker : le vieux Bill
- 1929 : C'est ma femme (That's My Wife) de Lloyd French : l'oncle Bernal (non crédité)